# 黑氏叉丝壳
黑氏叉丝壳（学名：Microsphaera hedwigii）是属于白粉菌目白粉菌科叉丝壳属的一种真菌，寄生在荚蒾属植物上。该种分布于中国、俄罗斯、波兰、罗马尼亚、瑞典等地。